# Grèce aux Jeux olympiques d'été de 1968
L'équipe olympique grecque participe aux Jeux olympiques d'été de 1968 à Mexico. Elle y remporte une médaille : une en bronze, se situant à la quarente-deuxième place des nations au tableau des médailles. Le sauteur à la perche Khristos Papanikolaou est le porte-drapeau d'une délégation grecque comptant 44 sportifs (44 hommes).